# India Fowler
India Fowler ist eine britische Schauspielerin.

## Leben und Karriere
Fowler begann ihre Schauspielkarriere 2017 mit einer Rolle im Film Retaliation. Anschließend war sie 2018 in der Netflix-Miniserie Safe zu sehen. 2020 trat sie in White Lines auf. Zuvor hatte sie die Rolle in der Bühnenadaption von George Orwells 1984 im Playhouse Theatre im Londoner West End übernommen.
Außerdem wurde sie 2022 für die Serie Man vs. Bee gecastet. Unter anderem spielte Fowler im selben Jahr in dem Fernsehfilm The Amazing Mr. Blunden mit. 2024 belegte sie in der Serie Insomnia eine der Hauptrollen. Zudem spielte sie 2025 die Hauptrolle der Lori Granger im Netflix-Horrorfilm Fear Street: Prom Queen.

## Filmografie
Filme
- 2017: Romans – Dämonen der Vergangenheit (Romans, Retaliation)
- 2021: The Amazing Mr. Blunden
- 2024: The Strangers: Chapter 1
- 2025: Fear Street: Prom Queen
- 2025: The Trial

Serien
- 2018: Safe
- 2020: White Lines
- 2021: The Nevers
- 2022: Man vs. Bee
- 2024: Franklin
- 2024: Insomnia
- 2024: The Agency